# Regering-Floquet
De regering-Floquet was van 3 april 1888 tot 14 februari 1889 de regering van Frankrijk. De premier was Charles Floquet.

## Regering-Floquet (3 april1888-14 februari1889)
- Charles Floquet – President van de Raad (premier) en minister van Binnenlandse Zaken
- René Goblet – Minister van Buitenlandse Zaken
- Charles de Freycinet – Minister van Defensie
- Paul Peytral – Minister van Financiën
- Jean-Baptiste Ferrouillat – Minister van Justitie en van Kerkelijke Zaken
- Jules François Émile Krantz – Minister van Marine en Koloniën
- Édouard Locroy – Minister van Onderwijs en Schone Kunsten
- Jules Viette – Minister van Landbouw
- Pierre Deluns-Montaud – Minister van Openbare Werken
- Pierre Legrand – Minister van Handel en Industrie

Wijzigingen
- 5 februari 1889 – Edmond Guyot-Dessaigne volgt Ferrouillat op als minister van Justitie en Kerkelijke Zaken.